# Siège de Cuzco
Pour les articles homonymes, voir Cuzco (homonymie).
Conquête de l'Empire inca
Le siège de Cuzco a eu lieu du 6 mai 1536 jusqu'en mars 1537 à Cuzco, pendant 10 mois l'armée de l'empereur inca Manco Capac II va assiéger une garnison de conquistadors espagnols et les auxiliaires indiens dirigés par Hernando Pizarro.
La ville fut presque entièrement détruite lors du siège, les Espagnols réussirent tout de même à remporter la victoire sur les Incas qui épuisés ne furent pas capable de tenir plus longtemps.